# Klaus Lynge
Klaus Jonathan Nikolaj Peter Lynge (* 14. Dezember 1902 in Nuuk; † 1981 in Qaqortoq) war ein grönländischer Landesrat, Kaufmann, Richter und Journalist.

## Leben
Klaus Lynge war der Sohn des Pastors Niels Peter Salomon Lynge (1880–1965) und seiner Frau Theodora Ane Sisilie Rosing (1883–1940). Neben seinem Bruder Hans (1906–1988), der Schriftsteller war, hatte er noch die Schwester Cecilie (1917–1999), die ebenfalls Schriftstellerin wurde. Klaus heiratete am 17. August 1930 in Nuuk Ingeborg Ane Kirsten Motzfeldt (1911–?), Tochter des Oberkatecheten und Landesrats Hans Lars Hendrik Motzfeldt (1881–1921) und seiner Frau Dorthea Henriette Kathrine Hammeken. Klaus Lynge begann nach der Schule bei Den Kongelige Grønlandske Handel zu arbeiten, wo er bald zum Udstedsverwalter wurde, als der er in den Siedlungen um Nuuk herum u. a. den Handel leiten musste. 1937 wurde er nach Qaqortoq versetzt, wo er weiter als Udstedsverwalter arbeitete. Nebenbei gab er die Lokalzeitung Kujataamiu heraus. Er war politisch aktiv und neben seiner Tätigkeit als Vorsitzender des Rats der Gemeinde Qaqortoq bis 1959, als der er de facto Bürgermeister war, saß er auch von 1945 bis 1950 und von 1955 bis 1959 im Landesrat, wobei er jedoch 1945 und 1949 von seinem Bruder Hans Lynge und Frederik Nielsen vertreten wurde. Zuletzt legte er seine Ämter nieder und wurde Kreisrichter für den gesamten Süden Grönlands.
Er war Ritter des Dannebrogordens und erhielt die Fortjenstmedaljen.